# August Friedrich Feigel
August Friedrich Feigel (* 1. September 1874 in Ansbach; † nach 1932) war ein deutscher Diplomat.

## Biografie
Nach dem Schulbesuch studierte er Rechtswissenschaften und trat 1897 als Referendar in den Justiz- und Verwaltungsdienst des Königreichs Bayern. 1898 erfolgte seine Promotion zum Dr. iur. 1901 trat er in den Diplomatischen Dienst, wo er eine konsularische Laufbahn durchlief.
1911 erfolgte seine Ernennung zum Konsul. Zwischen 1913 und 1917 war er Konsul in Curitiba und wurde nach seiner Rückkehr 1917 zunächst Mitarbeiter in der Abteilung IV (Nachrichtenabteilung) des Auswärtigen Amtes und danach des Referates für Russland. 1921 wurde er Vortragender Legationsrat in der Presseabteilung des Auswärtigen Amtes.
1926 erfolgte als Nachfolger von Fritz Grobba seine Akkreditierung als Gesandter in Afghanistan. Dieses Amt übte er bis zu seiner Ablösung durch Leopold Baron von Plessen 1929 aus. Feigel wurde 1930 in den einstweiligen Ruhestand versetzt und 1933 pensioniert.